# Providencia (Chili)
Pour les articles homonymes, voir Providencia.
Providencia est une commune du Chili, située dans la province et la région métropolitaine de Santiago.

## Géographie

Localisation de Providencia (en rouge) au sein de l'agglomération de Santiago.

La commune s'étend sur 16,2 km2 dans la banlieue est de Santiago. Son territoire, traversé par le Mapocho et limité par le canal San Carlos au nord-est, est presque entièrement urbanisé à l'exception d'une frange qui se déploie au nord sur le parc métropolitain de Santiago et culmine à la colline San Cristóbal d'une altitude de 860 m.
Les artères principales sont les avenues Providencia et Nueva Providencia (anciennement avenue du 11 septembre).

## Histoire
La municipalité est créée par le décret no 519 du 25 février 1897 signé par le président Federico Errázuriz Echaurren.

## Population et société

### Démographie
La population s'élevait à 142 079 habitants en 2017.
La commune est habitée majoritairement par les classes aisées de Santiago. Elle compte parmi les communes avec la meilleure qualité de vie du pays, ainsi que l'une des plus propres et où le tri des déchets est le plus développé.

## Politique et administration
La commune est dirigée par un maire et dix conseillers élus pour un mandat de quatre ans. Les dernières élections ont eu lieu les 26 et 27 octobre 2024. Le siège de l'administration municipale est le palais Falabella, construit en 1924 dans un style néo-Renaissance.
| Période         | Période         | Identité            | Étiquette | Qualité |
| --------------- | --------------- | ------------------- | --------- | ------- |
| 6 décembre 1996 | 6 décembre 2012 | Cristián Labbé      | UDI       |         |
| 6 décembre 2012 | 6 décembre 2016 | Josefa Errázuriz    | Ind.      |         |
| 6 décembre 2016 | 6 décembre 2024 | Evelyn Matthei      | UDI       |         |
| 6 décembre 2024 | en fonction     | Jaime Bellolio (es) | UDI       |         |

## Transports
La ville est desservie les lignes 1 et 6 du métro de Santiago ainsi que bordée par la ligne 5. 

## Personnalités
- Daniel Emilfork (1924-2006), comédien franco-chilien.
- Jaime Parada  (né en 1977) historien, écrivain, militant pour les droits LGBT et politique chilien. Il est conseiller municipal de Providencia de 2012 à 2020.

## Éducation
- Colegio San Ignacio El Bosque

## Galerie

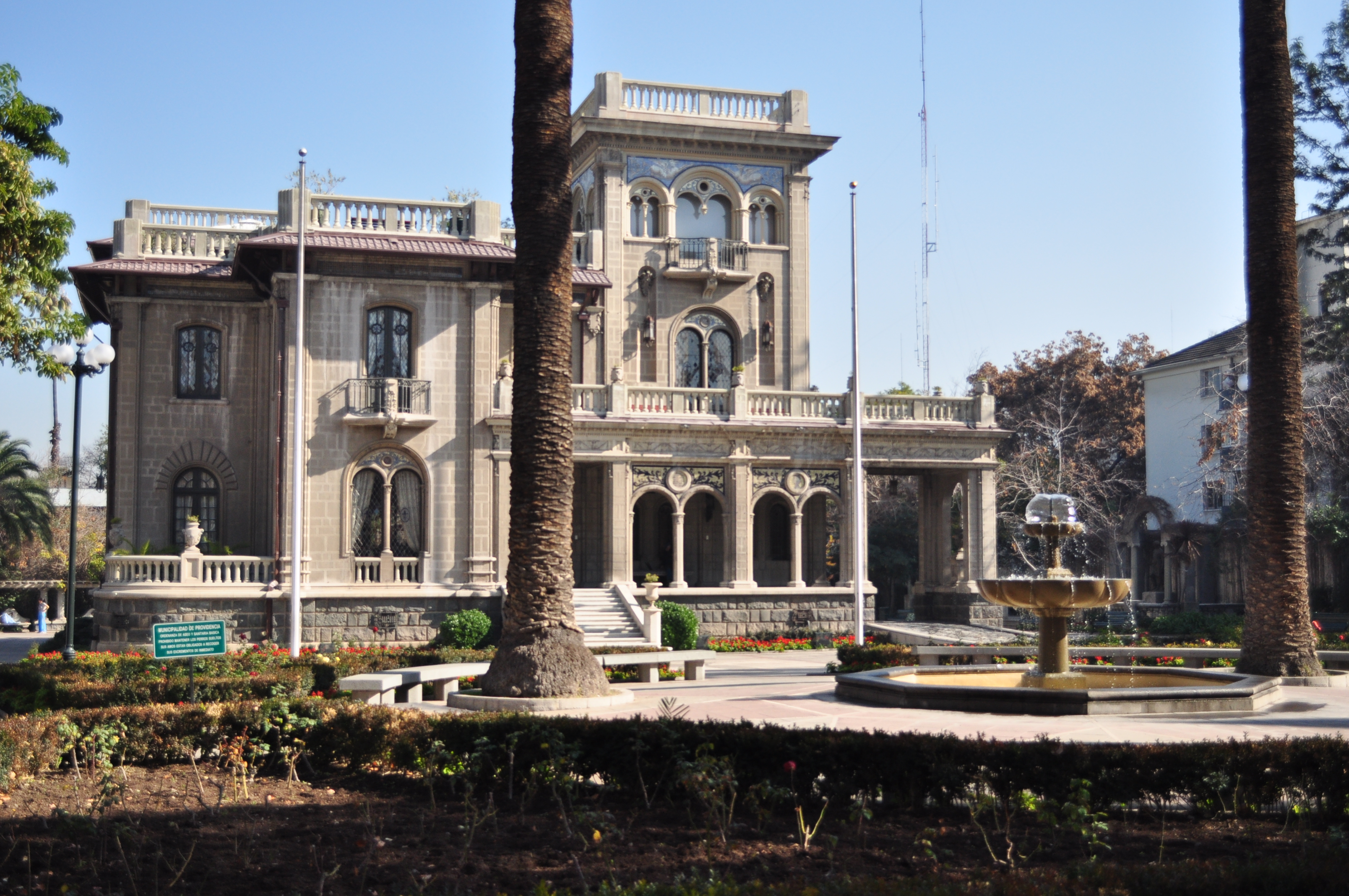
Palais Falabella, siège de l'administration municipale.
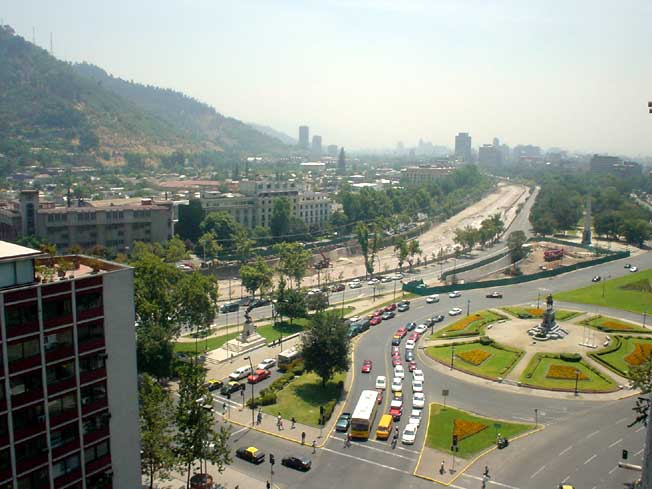
Place Baquedano et aperçu de Providencia.
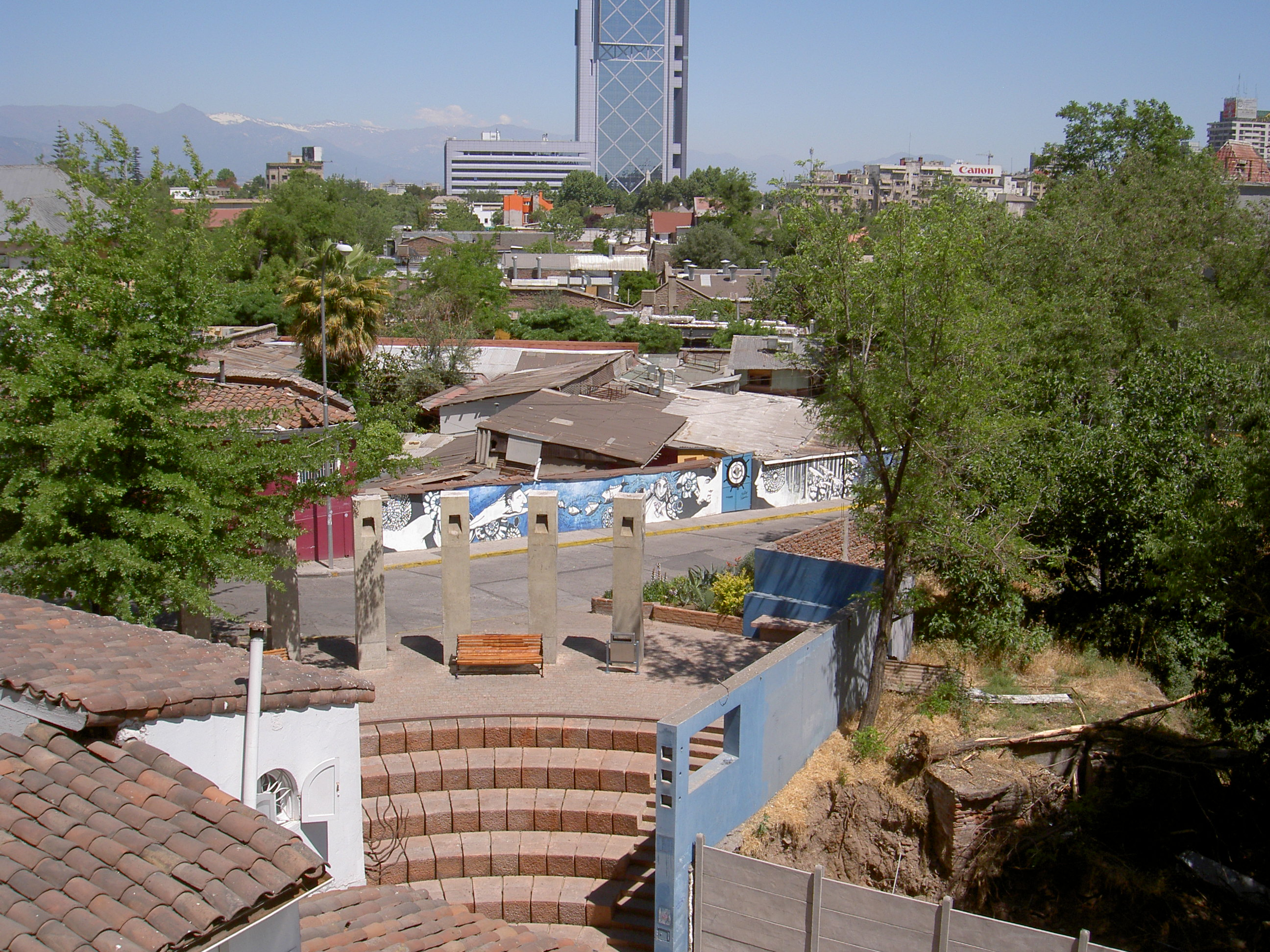
Quartier Bellavista.